# Piet Kooyman
Piet Kooyman (* 3. Juni 1929 in Den Haag; † 7. April 1988) war ein niederländischer Radrennfahrer.

## Sportliche Laufbahn
Kooyman war im Straßenradsport aktiv. 1955 gewann er die Olympia’s Tour vor Krijn Post. 1957 gewann er einen Tagesabschnitt in diesem Etappenrennen.
Bei den Straßenradsport-Weltmeisterschaften 1952 kam er im Rennen der Amateure auf den 5. Platz und war damit bester Niederländer. 1956 fuhr er eine Saison als Berufsfahrer.